# Caso Luis Espinoza
El caso Luis Espinoza, también conocido como desaparición de Luis Espinoza o asesinato de Luis Espinoza es una investigación argentina tras la desaparición y posterior descubrimiento del cuerpo de un ciudadano argentino, asesinado con la participación de varios integrantes de la Comisaría de Monteagudo, perteneciente a la policía de la provincia de Tucumán, actuando de civil, durante una carrera de caballos clandestina.
El caso fue asimilado al de Santiago Maldonado, que se ahogó en un río luego de ser perseguido por gendarmería en el marco represivo policial en una comunidad indígena.
En junio de 2020, la ONU, a través de la ACNUDH, inició una investigación sobre el homicidio. En marzo de 2022 la causa penal fue trasladada a la justicia federal.

## La víctima
Luis Espinoza era un trabajador rural de 31 años, oriundo de la localidad de Melcho, Tucumán, padre de seis hijos. Tenía diecisiete hermanos.

## El crimen
El 15 de mayo de 2020, mientras el país se encontraba transitando una cuarentena por el brote del virus COVID-19, Luis Espinoza fue encontrado por la policía en la localidad tucumana de Simoca, donde se estaba desarrollando una carrera de caballos ilegal, en infracción además a la cuarentena pasadas las 22 agentes de la fuerza policial y un vigilante municipal arribaron con el objetivo de impedir la realización de la carrera.
Al menos cuatro de los efectivos policiales forcejearon con Juan; al involucrarse Luis en la disputa, cayó de su caballo y corrió, siendo impactado -por la espalda- por un proyectil disparado por un policía. La bala ingresó por su omóplato izquierdo, perforándole el pulmón.
Posteriormente, el cuerpo de la víctima fue trasladado a la comisaría de Monteagudo, donde permaneció cuatro horas. Se envolvió su cuerpo en una frazada, bolsas de residuos y cintas de embalar. Falleció en algún momento entre el disparo y el traslado a la dependencia policial.
Salió de la comisaría en el baúl del auto de Rubén Montenegro, subcomisario de la dependencia, y se lo trasladó 120 kilómetros a un barranco en la frontera con la provincia de Catamarca, donde fue arrojado.
El 16 de mayo de 2020 su familia intentó hacer la denuncia de desaparición en la mencionada comisaría, donde se les negó la posibilidad de hacerlo antes de las 72 horas de la desaparición. Luego de varios días, tras una investigación en la que efectivos policiales declararon haber hecho un pacto de silencio e informaron la ubicación del cuerpo, se lo encontró en la localidad de La Banderita, en la provincia de Catamarca. El cuerpo fue encontrado el 22 de mayo de 2020 en un acantilado con profundidad de 150 metros.
Una vez encontrado el cuerpo, la autopsia y posterior peritaje balístico determinaron que la bala causante de la herida mortal provenía de una pistola reglamentaria Jericho 941 (arma táctica israelí 9mm) perteneciente a José Morales, uno de los policías acusados. El uso de esta arma por parte de las fuerzas de seguridad tucumanas fue cuestionado, ya que no es un arma reglamentaria de las fuerzas de seguridad en ninguna otra parte del país, derivando en una causa penal por posible administración fraudulenta en prejuicio de la administración pública. La denuncia fue archivada por la justicia.
En junio de 2020, la ONU, a través de la ACNUDH, inició una investigación sobre el homicidio.

## Policías investigados
Los siguientes policías fueron investigados por el hecho, y acusados como coautores de los delitos de desaparición forzada seguida de muerte y privación ilegítima de la libertad:
- José Morales (oficial auxiliar)
- Rubén Montenegro (subcomisario)
- Miriam González (cabo)
- René Ardiles (sargento)
- Víctor Salinas (sargento)
- Carlos Romano (cabo)
- José Paz (cabo)
- Gerardo González Rojas (agente)
- Claudio Zelaya (cabo)
- Fabio Santillán (vigilante municipal)

El 20 de junio de 2020, el juez Mario Velázquez dictó la prisión preventiva por seis meses para los diez acusados, acusados del delito de "desaparición forzada de persona con resultado de muerte y privación ilegítima de la libertad en concurso real". La fiscal del caso había solicitado que la misma se extendiese por doce meses.